# EW Близнецов
EW Близнецов (лат. EW Geminorum) — одиночная переменная звезда в созвездии Близнецов на расстоянии (вычисленном из значения параллакса) приблизительно 33 045 световых лет (около 10 132 парсек) от Солнца. Видимая звёздная величина звезды — от +14,7m до +13,7m.

## Характеристики
EW Близнецов — жёлто-белая пульсирующая переменная звезда типа RR Лиры (RR) спектрального класса F. Эффективная температура — около 6382 К.